# Байки Харківські
«Байки Харківські» (рос. Басни Харьковскія) — російськомовна збірка із 30 байок українського філософа і письменника Григорія Сковороди; видана посмертно в 1837 році московським видавництвом «Человеколюбивое общество» (укр. Людинолюбне товариство).

## Історія створення й видання
Байки написані Сковородою в 1760-70-их роках. За словами Сковороди, з пів десятка байок він написав у 1770-их роках, решта ж 15 байок написані 1774 року в селі Бабаях. У тому ж 1774 році Сковорода надіслав увесь збірник до свого приятеля Панаса Панкова з листом-посвятою, у якому висловив свої погляди на жанр байки. Збірка вперше видана в 1837 році московським видавництвом «Человеколюбивое общество» (укр. Людинолюбне товариство).
Автограф збірки не зберігся. Відомо про три списки збірки, один з яких, що датують 1774 роком, зберігається у Біблотеці Вернадського (ЦНБВ).

## Список байок
1. "Пси".
2. "Ворон і Чиж".
3. "Жайворонки".
4. "Голова і Тулуб".
5. "Чиж і Щиглик".
6. "Годинникові колеса".
7. "Орел і Сорока".
8. "Голова і Тулуб".
9. "Мурашка і Свиня".
10. "Дві курки".
11. "Вітер і Філософ".
12. "Оселка і Ніж".
13. "Орел і Черепаха".
14. "Сова і Дрізд".
15. "Змія і Буфон".
16. "Жаби".
17. "Два коштовні камені — Діамант і Смарагд".
18. "Собака та Кобила".
19. "Нетопир і двоє пташат — Горленя та Голубок".
20. "Верблюд і Олень".
21. "Зозуля та дрізд".
22. "Гній та Діамант".
23. "Собака і Вовк".
24. "Кріт і Лінкс".
25. "Лев та Мавпи".
26. "Щука і Рак".
27. "Бджола та Шершень".
28. "Олениця та Кабан".
29. "Баба та Гончар".
30. "Соловей, Жайворонок та Дрізд".

## Переклади та видання українською
Вперше окремі байки зі збірки Байки Харківські в перекладі українською мовою було надруковано в 1920 році в перекладі Гната Хоткевича у збірці Григорій Савич Сковорода (український фільософ), виданій харківським видавництвом Союз. Саме Гнат Хоткевич з його збіркою Григорій Савич Сковорода (український фільософ) разом з Грицем Коваленком та його збіркою Григорій Сковорода, його життя і твори, на зламі 1910-1920-их років стали першими перекладачами творів Сковороди українською мовою.

Обкладинка видання 1946 року

### Переклад Гната Хоткевича
- Григорій Сковорода. Байки Харківські // Григорій Сковорода. Григорій Савич Сковорода (український фільософ). Короткий його життєпис і вибрані місця з творів та листів. Упорядник та перекладач з російської: Гнат Хоткевич. Харків: Союз, 1920. 168 с.: С. 86-95[9]

### Переклад Федора Бурлаки
- Григорій Сковорода. Харківські байки. Переклад з російської: Федір Бурлака; за редакцією Павла Тичини; передмова: проф. С. Чавдаров. Київ: Держлітвидав, 1946. 32 с[14].
  - (передрук) Григорій Сковорода. Харківські байки. Переклад з російської: Федір Бурлака; за редакцією Павла Тичини. Нью-Йорк: Говерля, 1955. 32 с.
  - (передрук) Григорій Сковорода. Харківські байки. Переклад з російської: Федір Бурлака; за редакцією Павла Тичини. Нью-Йорк: Видавництво Чарторийських, 1972. 32 с.
  - (передрук) Григорій Сковорода. Байки харківські; Афоризми. Переклад з російської: Федір Бурлака (байки харківські), Надія Батюк (афоризми); за редакцією О. Р. Мазуркевича; упорядник і автор передмови: Надія Батюк. Харків: Прапор, 1972. 132 с.
  - (передрук) Григорій Сковорода. Байки Харківські // Григорій Сковорода. Вибрані твори в українських перекладах. Упорядкування, передмова, переклад з російської: Леонід Ушкалов, Мирослав Рогович, Микола Зеров, Федір Бурлака, Григорій Коваленко, Гнат Хоткевич, Петро Пелех. Харків: Ранок, 2003. 144 с. ISBN 966-314-322-3
  - (передрук) Григорій Сковорода. Байки Харківські // Григорій Сковорода. Вибрані твори в українських перекладах. Упорядкування, передмова, переклад з російської: Леонід Ушкалов, Мирослав Рогович, Микола Зеров, Федір Бурлака, Григорій Коваленко, Гнат Хоткевич, Петро Пелех. Харків: Ранок, 2009. 240 с. ISBN 978-966-6728-26-8

### Переклад Валерія Шевчука
- Григорій Сковорода. Твори у 2-х т. Переклад з російської: Марія Кашуба, Валерій Шевчук; редакційна колегія: Омелян Пріцак (голова) та ін.; Київ: Видавництво «Обереги»; Кембридж: Український науковий інститут Гарвардського університету; Національна Академія Наук України; Інститут літератури ім. Т. Г. Шевченка, 1994. (Гарвардська бібліотека давнього українського письменства) (Корпус українських перекладів)

- - Том 1: Поезії. Байки. Трактати. Діалоги. 1994. 528 с. ISBN 5-8104-0052-3
  - Том 2 : Трактати. Діалоги. Притчі. Переклади. Листи. 1994. 479 с. ISBN 5-8104-0053-1
  - (2-е вид., випр.) Григорій Сковорода. Твори у 2-х т. Переклад з російської: Марія Кашуба, Валерій Шевчук; редакційна колегія: М. Жулинський та ін.; Київ: Видавництво «Обереги»; Національна Академія Наук України; Інститут літератури ім. Т. Г. Шевченка, 2005. (Київська бібліотека давнього українського письменства: Студії ; Т. 6)
    - Том 1: Поезії. Байки. Трактати. Діалоги. 2005. 528 с. ISBN 966-513-081-1
    - Том 2: Трактати. Діалоги. Притчі. Переклади. Листи. 2005. 450 с. ISBN 966-513-086-2
- Григорій Сковорода. Твори. Упорядник, передмова, примітки: Валерій Шевчук; Переклад з російської: Валерій Шевчук, В. Маслюк, Микола Зеров, М. Рогович. Київ: Веселка, 1996. 271 стор. : ілюстр., портр.

### Переклад Назара Федорака
- Григорій Сковорода. Байки харківські. Переклад з російської: Назар Федорак. Львів: Свічадо, 2009. 71 стор. (Короткі історії для душі). ISBN 978-966-395-329-8
  - (передрук) Григорій Сковорода. Байки харківські. Переклад з російської: Назар Федорак. // Григорій Сковорода. Найкраще. Переклад з російської: Назар Федорак, Марія Кашуба, Галина Сварник. Київ: Terra Incognita. 2017. 320 стор.: С. 262—303. (Українська езотерика). ISBN 978-966-97596-7-2
  - (передрук) Григорій Сковорода. Байки харківські. Переклад з російської: Назар Федорак. Київ: Terra Incognita. 2019. 108 стор. (Українська езотерика). ISBN 978-966-975-968-9

### Переклад Леоніда Ушкалова
- Григорій Сковорода. Байки харківські. // Григорій Сковорода. Буквар миру. Книга для сімейного читання. Переклад з російської: Леонід Ушкалов. Харків: КСД, 2015. 320 стор.: 8-36 сс. ISBN 978-966-14-9255-3
- Григорій Сковорода. Байки. Переказ Леоніда Ушкалова, ілюстрації Інокентія Коршунова. К.; Vivat, 2020. 63 с. ISBN 978-966-982-135-5

### Переказ Олександра Виженка
- Григорій Сковорода - дітям. Байки в переказі Олександра Виженка і малюнках-загадках Анни Сезон. К.; Час майстрів, 2020. 108 с. ISBN 978-966-915-298-5

## Переклади іншими мовами
- Болгарською — у 2021 році в Болгарії опублікували переклади творів українського філософа «Байки» (адаптовані для дітей у перекладі Христини Йотової, видавництво «Softpress») та «Байки. Трактати» (у перекладі Дімітра Хрістова та Маріана Петрова, видавництво КВЦ). Переклад здійснено за підтримки Українського інституту книги у межах програми Translate Ukraine[15].
- Македонською — у 2022 році в Північній Македонії у видавництві «Makedonika Litera»вийшли «Байки Харківські». Переклад здійснено за підтримки Українського інституту книги у межах програми Translate Ukraine[16].

## Електронні видання
Григорій Сковорода. Байки харківські (Електронна книга: PDF). Переклад з російської: Назар Федорак. Львів: Свічадо, 2009. 